# Pfefferbach (Ruhr)
Der Pfefferbach, auch Peperbach, Pieperbecke, ursprünglich Borbeck, ist ein Fließgewässer in Heidhausen, Essen. Er entspringt am Pastoratsberg und verläuft nahe an dem Ringwall Alteburg. Er wurde als Borbeck (Burgbach) in den Werdener Gründungsurkunden um 800 erstmals urkundlich erwähnt. Er mündet linksseitig in die Ruhr.